# 聯合報文學大獎
聯合報文學大獎，為《聯合報》所設立之文學獎，每年頒發給一位仍在持續創作的臺灣作家，獎金新臺幣101萬元。

## 歷史
《聯合報》於1976年設立聯合報小說獎鼓勵小說創作，曾與《中國時報》時報文學獎、《自由時報》林榮三文學獎並稱為臺灣最重要的「三大報文學獎」。 1994年擴大徵選範圍，改名「聯合報文學獎」。
2014年起，《聯合報》以同類型的新人徵文獎已數量眾多為由，取消聯合報文學獎，改設聯合報文學大獎。

## 評選條件與回響
具中華民國國籍或曾在臺連續居留三年以上，且三年內有中文新作（文類不限）在臺出版者，堅持不並列、不從缺。
2023年底，聯合報副刊在大獎舉辦的第十屆，在孫運璿科技人文紀念館策畫「文學魔法大教室」，邀請第四屆（2017）的陳育虹、第五屆（2018）的駱以軍、第八屆（2021）的郭強生、第十屆（2023）的鍾文音各自分享喜愛的諾貝爾文學獎得主，期待透過這次活動讓讀者更加了解世界文學。

## 歷屆得主

### 第一屆（2014）
- 得主：陳列（近作：《躊躇之歌》，評審推薦代表作：《地上歲月》）[4]
- 入圍：[5]
  - 吳明益，近作：《浮光》，代表作：《天橋上的魔術師》
  - 唐諾，近作：《盡頭》，代表作：《盡頭》
  - 陳育虹，近作：《之間》，代表作：《魅》
  - 劉大任，近作：《枯山水》，代表作：《遠方有風雷》
  - 顏忠賢，近作：《寶島大旅社》，代表作：《寶島大旅社》

評審團：王德威、施淑、陳芳明、陳雨航、陳義芝、楊照、廖玉蕙

### 第二屆（2015）
- 得主：王定國（近作：《誰在暗中眨眼睛》，評審推薦代表作：《那麼熱，那麼冷》）[6]
- 入圍：[7]
  - 夏曼·藍波安，近作：《大海浮夢》，代表作：《天空的眼睛》
  - 黃錦樹，近作：《猶見扶餘》，代表作：《刻背》
  - 駱以軍，近作：《小兒子》，代表作：《女兒》
  - 唐諾，近作：《盡頭》，代表作：《盡頭》
  - 簡媜，近作：《誰在銀閃閃的地方，等你》，代表作：《女兒紅》

評審團：王德威、李奭學、周芬伶、施淑、陳芳明、張小虹、楊澤

### 第三屆（2016）
- 得主：吳明益（近作：《單車失竊記》，評審推薦代表作：《天橋上的魔術師》、《家離水邊那麼近》）[8]
- 入圍：[9]
  - 李永平，近作：《朱鴒書》，代表作：《大河盡頭》
  - 朱天心，近作：《三十三年夢》，代表作：《古都》
  - 羅智成，近作：《諸子之書》，代表作：《諸子之書》
  - 陳芳明，近作：《美與殉美》，代表作：《革命與詩》
  - 甘耀明，近作：《邦查女孩》，代表作：《殺鬼》

評審團：王德威、平路、張小虹、陳列、陳義芝、楊照、楊澤

### 第四屆（2017）
- 得主：陳育虹（近三年內作品：《閃神》，評審推薦代表作：《之間》）[10]
- 入圍：[11]
  - 甘耀明，近作：《邦查女孩》，代表作：《殺鬼》
  - 夏曼·藍波安，近作：《安洛米恩之死》，代表作《冷海情深》
  - 黃錦樹，近作：《魚》，代表作：《由島至島》
  - 簡媜，近作：《我為你灑下月光》，代表作：《誰在銀閃閃的地方，等你》
  - 陳黎，近作：《島／國》，代表作《島嶼邊緣》
  - 劉克襄，近作：《虎地貓》，代表作《野狗之丘》

評審團：王德威、吳明益、邱貴芬、張小虹、陳雨航、陳義芝、詹宏志

### 第五屆（2018）
- 得主：駱以軍（近三年內作品：《胡人說書》，評審推薦代表作：《匡超人》）[12]
- 入圍：
  - 林俊頴，近作：《猛暑》，代表作：《我不可告人的鄉愁》
  - 周芬伶，近作：《龍瑛宗傳》，代表作《紅咖哩黃咖哩》、《花東婦好》
  - 夏宇，近作：《第一人稱》，代表作：《88首自選》
  - 齊邦媛，近作：《一生中的一天》，代表作：《巨流河》

評審團：王德威、邱貴芬、陳芳明、梅家玲、詹宏志、楊澤、鍾文音

### 第六屆（2019）
- 得主：劉克襄（近三年內作品：《早安，自然選修課》，評審推薦代表作：《溪澗的旅次》、《十五顆小行星》）[13]
- 入圍：
  - 張貴興，近作：《野豬渡河》，代表作：《沙龍祖母》、《猴杯》
  - 夏宇，近作：《第一人稱》，代表作：《腹語術》
  - 鍾文音，近作：《想你到大海》，代表作《傷歌行》
  - 鴻鴻，近作：《暴民之歌》，代表作：《樂天島》
  - 朱和之，近作：《逐鹿之海：一六六一臺灣之戰》，代表作：《樂土》

評審團：向陽、范銘如、陳育虹、傅月庵、楊照、楊澤、駱以軍

### 第七屆（2020）
- 得主：張貴興（近三年內作品：《野豬渡河》，評審推薦代表作：《猴杯》）[14]
- 入圍：
  - 陳淑瑤，近作：《雲山》，代表作：《流水帳》
  - 藍博洲，近作：《尋魂》、《春天──許金玉和辜金良的路》，代表作《台共黨人的悲歌》
  - 平路，近作：《袒露的心》，代表作：《行道天涯》

評審團：王德威、向陽、呂正惠、周芬伶、張瑞芬、楊澤、駱以軍

### 第八屆（2021）
- 得主：郭強生（近三年內作品：《尋琴者》，評審推薦代表作：《尋琴者》、《何不認真來悲傷》、《我將前往的遠方》）[15]
- 入圍：
  - 夏曼·藍波安，近作：《大海之眼，Mata nu Wawa》，代表作：《天空的眼睛》
  - 黃錦樹，近作：《民國的慢船》，代表作《烏暗暝》
  - 賴香吟，近作：《天亮之前的戀愛》、〈白色畫像──清治先生〉，代表作：《文青之死》、《島》
  - 楊双子，近作：《我家住在張日興隔壁》，代表作《台灣漫遊錄》、《花開時節》

評審團：王德威、向陽、張貴興、張瑞芬、詹宏志、劉亮雅、鍾文音

### 第九屆（2022）
- 得主：甘耀明（近三年內作品：《成為真正的人》，評審推薦代表作：《邦查女孩》）[16]
- 入圍：
  - 鍾文音，近作：《別送》、《溝》，代表作：《別送》、《想你到大海》
  - 零雨，近作：《女兒》，代表作：《膚色的時光》
  - 陳芳明，近作：《邊界與燈》，代表作：「晚秋書三部」(《革命與詩》、《深淵與火》、《邊界與燈》)
  - 張大春，近作：《南國之冬》、《我的老台北》，代表作：《南國之冬》

評審團：王德威、周芬伶、陳義芝、梅家玲、郭強生、詹宏志、楊照

### 第十屆（2023）
- 得主：鍾文音（近三年內作品：《別送》，評審推薦代表作：《別送》）[17]
- 入圍：[18]
  - 夏曼·藍波安，近作：《沒有信箱的男人》，代表作：《大海浮夢》
  - 周芬伶，近作：《隱形古物商》，代表作：《花東婦好》
  - 席慕蓉，近作：《英雄時代》，代表作：《英雄時代》
  - 唐諾，近作：《求劍》，代表作：《我有關聲譽、財富和權勢的簡單思索》
  - 賴香吟，近作：《白色畫像》，代表作：《島（2022新版）》

評審團：王德威、向陽、陳義芝、張小虹、楊澤、劉亮雅、駱以軍

### 第十一屆（2024）
- 得主：童偉格（近三年內作品：《拉波德氏亂數》，評審推薦代表作：《西北雨》）[19]
- 入圍：
  - 夏曼·藍波安，近作：《沒有信箱的男人》，代表作：《大海浮夢》
  - 陳義芝，近作：《晚來天隨筆》，代表作：《無盡之歌》、《蜂巢：陳義芝世紀詩選》，特別提及：《印刻》2024年3月號《遺民手記》
  - 舒國治，近作：《憶楊德昌》，代表作：《流浪集》
  - 羅智成，近作：《迷宮書店》（修訂新版）、《個人之島》，代表作：《預言又止》、《諸子之書》

評審團：王德威、甘耀明、須文蔚、楊照、廖咸浩、盧郁佳、鍾文音

### 第十二屆（2025）
- 得主：阮慶岳（近三年內作品：《銀波之舟》，評審推薦代表作：《黃昏的故鄉》）[20]
- 入圍：
  - 平路，近作：《夢魂之地》，代表作：《東方之東》、《夢魂之地》
  - 陳淑瑤，近作：《魔以》，代表作：《雲山》
  - 零雨，近作：《女兒》，代表作：《膚色的時光》
  - 賴香吟，近作：《白色畫像》，代表作：《島》

評審團：王德威、石曉楓、范銘如、陳雨航、童偉格、詹宏志、楊照

## 資料來源
1. ↑  朱宥勳. . 2019-01-31  [2021-12-12]. （原始内容存档于2021-12-12）.
2. 1 2  .   [2016-01-15]. （原始内容存档于2016-08-26）.
3. ↑  林宇軒. . 聯合報副刊. 2024-03-02  [2024-03-24]. （原始内容存档于2024-07-24）.
4. ↑  .   [2015-07-01]. （原始内容存档于2015-07-02）.
5. ↑  .   [2015-07-01]. （原始内容存档于2015-07-01）.
6. ↑  .   [2015-07-01]. （原始内容存档于2015-07-02）.
7. ↑  .   [2015-07-01]. （原始内容存档于2015-07-02）.
8. ↑  .   [2016-07-09]. （原始内容存档于2016-07-04）.
9. ↑  .   [2016-07-09]. （原始内容存档于2016-07-12）.
10. ↑  .   [2017-06-28]. （原始内容存档于2017-11-06）.
11. ↑  .   [2017-06-28]. （原始内容存档于2017-11-07）.
12. ↑  .   [2018-07-03]. （原始内容存档于2018-07-03）.
13. ↑  .   [2019-07-02]. （原始内容存档于2019-07-02）.
14. ↑  .   [2020-06-30]. （原始内容存档于2020-06-30）.
15. ↑  . 2021-06-29  [2021-06-29]. （原始内容存档于2021-06-29）.
16. ↑  . 2022-06-28  [2022-06-28]. （原始内容存档于2022-07-07）.
17. ↑  . 2023-07-04  [2023-07-05].
18. ↑  . 2023-07-04  [2023-07-05].
19. ↑  . 2024-07-02  [2024-07-02]. （原始内容存档于2024-07-02）.
20. ↑  . 2025-07-01  [2025-07-01].